# عبد الرسول البيابي
عبد الرسول بن ملا رضي بن ملا سلمان بن محمد علي البيابي  شيخ ورجل دين من القطيف

## ولادته ونشأته
ولد في منطقة الخارجية في تاروت بالقطيف في 17 من شهر صفر من سنة 1369 هـ (8 ديسمبر 1949م).وتعلَّم قراءة القرآن الكريم في الكُتَّاب سنة 1375 هـ على يد والده، وعلى يد عبد الحسين الدرويش، ومحمود الدرويش. ثم تعلَّم عند سلمان العقيلي قراءة القرآن ومقدمات الخط والقراءة.

## هجرته إلى النجف
هاجر إلى النجف لطلب العلوم الدينية في سنة 1385هـ، وبعد أن حطَّ به المقام في النجف تتلمذ على يد ثلة من طلبتها وعلمائها.
وفي سنة 1383 هـ بدأ ممارسة الخطابة الحسينية وكان عمره آنذاك ثلاث عشرة سنة.

## هجرته إلى قم
وفي أواخر سنة 1392هـ عاد إلى بلده تاروت، عقيب موجة اعتقالات حصلت في النجف لطلبة العلم، وبقي في بلده شهوراً قليلة، ثم هاجر إلى إيران في 8 ربيع الأول سنة 1393هـ، وهناك أكمل مسيرته العلمية، حيث درس عند فضلاء الحوزة وعلمائها.

## رجوعه إلى تاروت
عاد إلى بلده تاروت في 30 شعبان سنة 1402هـ، واستقر به المقام، وتولى تدريس طلبة العلم وغيرهم، وإرشاد الناس ووعظهم، وممارسة الخطابة الحسينية، والقيام بإصلاح ذات البين، وقضاء حوائج المؤمنين، وقد حضر عند الشيخ حسين العمران درساً على مستمسك العروة الوثقى للحكيم مدة أربع عشرة سنة، من سنة 1405هـ وحتى سنة 1420هـ.

## وكالات المراجع له
كان موضع ثقة كثير من مراجع العصر، فقد كانت لديه
وكالات من كل من:
1. محمد الحسيني الروحاني.
2. جواد التبريزي قد.
3. علي الحسيني السيستاني.
4. حسين الوحيد الخراساني.

## حالته الاجتماعية
هو متزوج بزوجتين، وعنده سبعة أولاد ذكور، وثمان إناث.

## وصلات خارجية ومصادر
1. ترجمة الشيخ علي آل محسن لأستاذة الشيخ عبد الرسول البيابي
2. كتاب الشيخ علي آل محسن (إرشاد السائلين)